# Coupe du monde de baseball 1990
La Coupe du monde de baseball 1990 est la 31e édition de cette épreuve mettant aux prises les meilleures sélections nationales. La phase finale s'est tenue du 4 au 19 août 1990 au Canada.

## Format du tournoi
Les douze équipes participantes sont divisées en deux groupes de six (groupes A et B). Chaque sélection joue contre les cinq autres équipes de son groupe lors du premier tour. Les quatre meilleures équipes de chaque groupe se qualifient pour le deuxième tour. Deux nouveaux groupes de quatre équipes (C et D) sont constitués pour déterminer les finalistes. La finale se joue au meilleur de trois rencontres entre les premiers des groupes C et D. Les équipes non qualifiées pour les groupes C et D s'affrontent au sein du groupe E pour déterminer les places 9 à 12.
Si une équipe mène de plus de 10 points après le début de la 7e manche, le match est arrêté (mercy rule).

## Classement final
| Pl.                | Sélection    |
| ------------------ | ------------ |
| Médaille d'or      | Cuba         |
| Médaille d'argent  | Nicaragua    |
| Médaille de bronze | Corée du Sud |
| 4                  | Porto Rico   |
| 5                  | Japon        |
| 6                  | Taïwan       |
| 7                  | Canada       |
| 8                  | États-Unis   |
| 9                  | Pays-Bas     |
| 10                 | Italie       |
| 11                 | Mexique      |
| 12                 | Venezuela    |

## Résultats

### Premier tour

#### Groupe A
| Date   | Heure | Stade      | Recevant     | Visiteur     | Score  | Notes     |
| ------ | ----- | ---------- | ------------ | ------------ | ------ | --------- |
| 4 août | 10h00 | Fry Park   | Nicaragua    | Mexique      | 10 - 1 |           |
| 4 août | 10h00 | Ducey Park | Italie       | Cuba         | 2 - 18 | 7 manches |
| 4 août | 14h00 | Ducey Park | Japon        | Corée du Sud | 4 - 3  |           |
| 5 août | 10h00 | Ducey Park | Cuba         | Nicaragua    | 7 - 3  |           |
| 5 août | 10h00 | Fry Park   | Italie       | Corée du Sud | 4 - 7  |           |
| 6 août | 10h00 | Fry Park   | Mexique      | Japon        | 0 - 12 | 8 manches |
| 6 août | 10h00 | Ducey Park | Nicaragua    | Italie       | 7 - 8  |           |
| 6 août | 19h30 | Ducey Park | Corée du Sud | Cuba         | 1 - 26 | 7 manches |
| 7 août | 10h00 | Fry Park   | Japon        | Italie       | 11 - 1 | 7 manches |
| 7 août | 14h00 | Fry Park   | Corée du Sud | Nicaragua    | 0 - 3  |           |
| 7 août | 14h00 | Ducey Park | Cuba         | Mexique      | 11 - 0 | 7 manches |
| 8 août | 10h00 | Fry Park   | Corée du Sud | Mexique      | 15 - 2 | 7 manches |
| 8 août | 14h00 | Ducey Park | Nicaragua    | Japon        | 2 - 0  |           |
| 9 août | 10h00 | Fry Park   | Mexique      | Italie       | 6 - 5  |           |
| 9 août | 14h00 | Ducey Park | Japon        | Cuba         | 2 - 8  |           |

| Pl. | Équipe       | J | V | D | PM | PC | %     |
| --- | ------------ | - | - | - | -- | -- | ----- |
| 1   | Cuba         | 5 | 5 | 0 | 70 | 8  | 1.000 |
| 2   | Nicaragua    | 5 | 3 | 2 | 25 | 16 | .600  |
| 3   | Japon        | 5 | 3 | 2 | 29 | 14 | .600  |
| 4   | Corée du Sud | 5 | 2 | 3 | 26 | 39 | .400  |
| 5   | Mexique      | 5 | 1 | 4 | 9  | 53 | .200  |
| 6   | Italie       | 5 | 1 | 4 | 20 | 49 | .200  |

J : rencontres jouées, V : victoires, D : défaites, PM : points marqués, PC : points concédés, % : pourcentage de victoire.

#### Groupe B
| Date   | Heure | Stade      | Recevant    | Visiteur    | Score  | Notes      |
| ------ | ----- | ---------- | ----------- | ----------- | ------ | ---------- |
| 4 août | 14h00 | Fry Park   | Puerto Rico | Pays-Bas    | 4 - 0  |            |
| 4 août | 19h30 | Ducey Park | Canada      | Venezuela   | 10 - 7 |            |
| 5 août | 14h00 | Fry Park   | Pays-Bas    | Venezuela   | 9 - 8  | 10 manches |
| 5 août | 14h00 | Ducey Park | Puerto Rico | Canada      | 2 - 1  |            |
| 5 août | 19h30 | Ducey Park | États-Unis  | Taiwan      | 16 - 5 | 7 manches  |
| 6 août | 14h00 | Fry Park   | Pays-Bas    | États-Unis  | 4 - 10 |            |
| 6 août | 14h00 | Ducey Park | Taiwan      | Canada      | 10 - 0 | 7 manches  |
| 7 août | 10h00 | Ducey Park | États-Unis  | Venezuela   | 13 - 4 |            |
| 7 août | 19h30 | Ducey Park | Taiwan      | Puerto Rico | 3 - 5  |            |
| 8 août | 10h00 | Ducey Park | Canada      | Pays-Bas    | 7 - 6  |            |
| 8 août | 14h00 | Fry Park   | Venezuela   | Taiwan      | 1 - 5  |            |
| 8 août | 19h30 | Ducey Park | Puerto Rico | États-Unis  | 6 - 4  |            |
| 9 août | 10h00 | Ducey Park | Pays-Bas    | Taiwan      | 1 - 6  |            |
| 9 août | 14h00 | Fry Park   | Venezuela   | Puerto Rico | 1 - 9  |            |
| 9 août | 19h30 | Ducey Park | Canada      | États-Unis  | 3 - 23 | 7 manches  |

| Pl. | Équipe     | J | V | D | PM | PC | %     |
| --- | ---------- | - | - | - | -- | -- | ----- |
| 1   | Porto Rico | 5 | 5 | 0 | 26 | 9  | 1.000 |
| 2   | États-Unis | 5 | 4 | 1 | 66 | 22 | .800  |
| 3   | Taïwan     | 5 | 3 | 2 | 29 | 23 | .600  |
| 4   | Canada     | 5 | 2 | 3 | 21 | 48 | .400  |
| 5   | Pays-Bas   | 5 | 1 | 4 | 20 | 35 | .200  |
| 6   | Venezuela  | 5 | 0 | 5 | 21 | 46 | .000  |

J : rencontres jouées, V : victoires, D : défaites, PM : points marqués, PC : points concédés, % : pourcentage de victoire.

### Deuxième tour

#### Groupe C
| Date    | Heure | Stade      | Recevant     | Visiteur     | Score  | Notes     |
| ------- | ----- | ---------- | ------------ | ------------ | ------ | --------- |
| 11 août | 19h30 | Ducey Park | Cuba         | Taiwan       | 16 - 3 | 7 manches |
| 12 août | 14h00 | Ducey Park | États-Unis   | Corée du Sud | 3 - 5  |           |
| 13 août | 15h15 | Ducey Park | Taiwan       | États-Unis   | 10 - 7 |           |
| 13 août | 19h30 | Ducey Park | Cuba         | Corée du Sud | 5 - 1  |           |
| 14 août | 15h00 | Ducey Park | Corée du Sud | Taiwan       | 11 - 1 | 7 manches |
| 15 août | 19h30 | Ducey Park | États-Unis   | Cuba         | 1 - 23 | 7 manches |

| Pl. | Équipe       | J | V | D | PM | PC | %     |
| --- | ------------ | - | - | - | -- | -- | ----- |
| 1   | Cuba         | 3 | 3 | 0 | 44 | 5  | 1.000 |
| 2   | Corée du Sud | 3 | 2 | 1 | 17 | 9  | .667  |
| 3   | Taïwan       | 3 | 1 | 2 | 14 | 34 | .333  |
| 4   | États-Unis   | 3 | 0 | 3 | 11 | 38 | .000  |

J : rencontres jouées, V : victoires, D : défaites, PM : points marqués, PC : points concédés, % : pourcentage de victoire.

#### Groupe D
| Date    | Heure | Stade      | Recevant    | Visiteur    | Score  | Notes |
| ------- | ----- | ---------- | ----------- | ----------- | ------ | ----- |
| 11 août | 14h00 | Ducey Park | Nicaragua   | Canada      | 5 - 3  |       |
| 12 août | 19h30 | Ducey Park | Puerto Rico | Japon       | 5 - 15 |       |
| 13 août | 11h00 | Ducey Park | Canada      | Japon       | 8 - 12 |       |
| 14 août | 19h30 | Ducey Park | Nicaragua   | Puerto Rico | 0 - 8  |       |
| 15 août | 11h00 | Ducey Park | Japon       | Nicaragua   | 4 - 11 |       |
| 15 août | 15h00 | Ducey Park | Puerto Rico | Canada      | 9 - 6  |       |

| Pl. | Équipe     | J | V | D | PM | PC | %    |
| --- | ---------- | - | - | - | -- | -- | ---- |
| 1   | Nicaragua  | 3 | 2 | 1 | 16 | 15 | .667 |
| 2   | Porto Rico | 3 | 2 | 1 | 22 | 21 | .667 |
| 3   | Japon      | 3 | 2 | 1 | 31 | 24 | .667 |
| 4   | Canada     | 3 | 0 | 3 | 17 | 26 | .000 |

J : rencontres jouées, V : victoires, D : défaites, PM : points marqués, PC : points concédés, % : pourcentage de victoire.

### Poule de classement
| Date    | Heure | Stade    | Recevant  | Visiteur  | Score   | Notes |
| ------- | ----- | -------- | --------- | --------- | ------- | ----- |
| 11 août | 11h00 | Fry Park | Mexique   | Italie    | 8 - 9   |       |
| 11 août | 16h00 | Fry Park | Venezuela | Pays-Bas  | 10 - 9  |       |
| 12 août | 11h00 | Fry Park | Mexique   | Venezuela | 1 - 0   |       |
| 12 août | 16h00 | Fry Park | Pays-Bas  | Italie    | 7 - 5   |       |
| 14 août | 11h00 | Fry Park | Pays-Bas  | Mexique   | 12 - 10 |       |
| 15 août | 16h00 | Fry Park | Italie    | Venezuela | 7 - 2   |       |

| Pl. | Équipe    | J | V | D | PM | PC | %    |
| --- | --------- | - | - | - | -- | -- | ---- |
| 1   | Pays-Bas  | 3 | 2 | 1 | 28 | 25 | .667 |
| 2   | Italie    | 3 | 2 | 1 | 21 | 17 | .667 |
| 3   | Mexique   | 3 | 1 | 2 | 19 | 21 | .333 |
| 4   | Venezuela | 3 | 1 | 2 | 12 | 17 | .333 |

J : rencontres jouées, V : victoires, D : défaites, PM : points marqués, PC : points concédés, % : pourcentage de victoire.

### Finales

#### Médaille d'or
| Date    | Heure | Stade      | Recevant  | Visiteur  | Score  | Notes     |
| ------- | ----- | ---------- | --------- | --------- | ------ | --------- |
| 18 août | 18h30 | Ducey Park | Nicaragua | Cuba      | 0 - 14 | 7 manches |
| 19 août | 12h00 | Ducey Park | Cuba      | Nicaragua | 11 - 5 |           |

#### 3eplace
| Date    | Heure | Stade      | Recevant    | Visiteur     | Score | Notes |
| ------- | ----- | ---------- | ----------- | ------------ | ----- | ----- |
| 18 août | 14h00 | Ducey Park | Puerto Rico | Corée du Sud | 4 - 7 |       |

#### 5eplace
| Date    | Heure | Stade      | Recevant | Visiteur | Score  | Notes |
| ------- | ----- | ---------- | -------- | -------- | ------ | ----- |
| 17 août | 15h00 | Ducey Park | Taiwan   | Japon    | 3 - 14 |       |

#### 7eplace
| Date    | Heure | Stade      | Recevant   | Visiteur | Score | Notes |
| ------- | ----- | ---------- | ---------- | -------- | ----- | ----- |
| 17 août | 15h00 | Ducey Park | États-Unis | Canada   | 9 - 4 |       |